# Körös
Die Körös [ˈkørøʃ] (rumänisch Criș; deutsch Kreisch) ist ein Fluss im Osten der Großen Ungarischen Tiefebene, der von Siebenbürgen (Westteil Rumäniens) in westlicher Richtung nach Ungarn und in die Theiß fließt.
Die Körös hat drei größere Quellflüsse:
- Fehér-Körös (Weiße Kreisch, rumänisch Crișul Alb) mit einer Länge von 235,7 km (von diesen 9,8 km in Ungarn)
- Fekete-Körös (Schwarze Kreisch, rumänisch Crișul Negru) mit einer Länge von 168 km (von diesen 20,5 km in Ungarn)

Weiße und Schwarze Kreisch vereinigen nahe der Stadt Gyula zur Kettős-Körös (Doppelten Kreisch, rumänisch Crișul Dublu). Nach 37,3 km vereinigt sich diese in der Nähe der Stadt Gyomaendrőd mit der
- Sebes-Körös (Schnelle Kreisch, rumänisch Crișul Repede), die eine Länge von 209 km (von diesen 58,6 km in Ungarn) hat.

Flussabwärts von dieser Vereinigung wird der Fluss Körös oder Hármas-Körös („Dreifache Kreisch“, rumänisch Crișul Triplu) genannt. Die Körös hat eine Länge von 91,3 km und fließt nach Westen bis zu ihrer Mündung in die Theiß unmittelbar östlich von Csongrád.
Die gesamte Länge dieser Flüsse ist 741,3 km und das Einzugsgebiet 27.537 km².
Alle drei Zuflüsse entspringen im Apuseni-Gebirge im Westen Rumäniens. Ab ihrem Zusammenfluss sind die letzten 195 km bis zur Theißmündung fast völlig eben. Bis zu ihrer Regulierung im 19. und 20. Jahrhundert formte die Körös ein weites Sumpfgebiet; davon zeugen heute noch zahlreiche Altarme. 
Auf dem Gemeindegebiet Toboliu endet der Canalul Colector Criș, der Hauptkanal des Drainagesystems der Fläche zwischen den Quellflüssen Crișul Repede und Crișul Negru.
Archäologische Funde im Gebiet des Flusses gaben der neolithischen Körös-Kultur ihren Namen. Im Altertum finden sich die Namensformen Crisus, Grisia, Crisia oder Gerasus.

## Schwarze Kreisch
Die Schwarze Kreisch hat eine Länge von 144 km, die Quelle liegt in den Westrumänischen Karpaten in der Nähe von Băița (ung. Rézbánya). Sie fließt durch die Städte Nucet, Ștei (ung. Vaskohsziklás) und Beiuș (ung. Belényes).